# Пиренга
Пиренга (рус. Пиренга) мања је река која протиче преко територије Пољарнозорског округа у централном делу Мурманске области, на крајњем северозападу Русије. Притока је језера Имандре преко ког је повезана са басеном реке Ниве, односно са басеном Белог мора.
Свој ток започиње као отока маленог језера Доња Пиренга, а на месту изласка из језера њено корито је преграђено браном. Дужина реке је свега 3,5 km, али је површина сливног подручја 4.260 km².